# Juan José Parodiz
Juan José Parodiz (Buenos Aires, 21 de diciembre de 1911-Macungie, 4 de septiembre de 2007) fue un malacólogo argentino, dedicado al estudio de moluscos vivientes y fósiles de América del Sur y del Norte.

## Biografía
Huérfano de padre y madre, fue criado junto a su hermana por una tía, empleada de correos en Buenos Aires. Todavía no tenía dieciséis años cuando comenzó a trabajar en el Museo Argentino de Ciencias Naturales donde permaneció durante veinticinco años. En 1950 viajó a Washington D. C. por un período de seis meses utilizando una beca de estudio y allí conoció a quien sería su esposa, Esther Elizabeth Sell. Parodiz debió regresar a Buenos Aires al término de su estadía en Norteamérica, pero prometió a Esther regresar por ella. Una vez en la Argentina tuvo que enfrentar una situación tensa con el nuevo director del Museo que finalmente se resolvió con su renuncia y, sumado a esto, supo del fallecimiento de la última de sus tías, con lo cual nada le impedía retornar a Estados Unidos y radicarse allí definitivamente. El 26 de abril de 1952 se casó con Esther y poco después se mudaron a Pittsburgh, donde vivieron cuarenta y ocho años juntos, hasta el fallecimiento de ella en 2000. Siete años después, con 95 años de edad, Parodiz decidió mudarse a la residencia de personas mayores Luther Crest Retirement Community, en Allentown (Pensilvania), en la que permaneció cinco meses antes de fallecer a causa de un infarto de miocardio el 4 de septiembre de 2007. Fue enterrado en Saint Peters Union Church Cemetery, en Macungie, Pensilvania.

### En Argentina
Sin formación académica y siendo adolescente aún, comenzó a trabajar en el Museo Argentino de Ciencias Naturales Bernardino Rivadavia (MACN), en la sección «Biología de invertebrados». Allí fue entrenado por el director Martín Doello Jurado y el malacólogo Alberto Carcelles. Su interés abarcaba a todos los invertebrados, principalmente la fauna bentónica del mar Argentino aunque se involucró más con los moluscos, vivientes y fósiles, marinos y continentales. Entre 1930 y 1933 fue asistente en las cátedras de Geología y Paleontología en la Universidad de Buenos Aires.
Entre 1938 y 1939 participó en expediciones por el Atlántico Sur en búsqueda de especímenes marinos, organizadas por el MACN, a bordo de los buques hidrógrafos «Comodoro Rivadavia» y «Bahía Blanca», por las zonas de la Patagonia, Tierra del Fuego y la isla de los Estados. En estos viajes se recolectaron especímenes de moluscos, peces y otros invertebrados, obtenidos a través de dragado y recolectados en la costa. 
En 1940 fue nombrado jefe de paleontología de invertebrados. También trabajó en la Estación Hidrobiológica Puerto Quequén (Quequén), dependiente del MACN. Paralelamente a su trabajo en el Museo, se desempeñó como secretario de la Asociación Argentina de Ciencias Naturales desde 1945 hasta 1950 y renunció en 1952. Colaboró desde 1935 hasta 1945 con el geólogo y naturalista Egidio Feruglio en la identificación de moluscos fósiles.

### En Estados Unidos
Se retiró del MACN en 1952, luego de la asunción al cargo del nuevo director, con quien no congeniaba. En los últimos dos años antes de renunciar, tuvo la oportunidad de viajar a Norteamérica. Debido a su trabajo en el museo tuvo la oportunidad de conocer a científicos como el carcinólogo Waldo L. Schmitt y los malacólogos Fritz Haas y Henry Augustus Pilsbry, quienes lo persuadieron de ir a estudiar a Estados Unidos. Luego de recibir una beca Guggenheim, finalmente en 1950 se trasladó a este país en donde permaneció durante seis meses estudiando y realizando investigaciones en el Instituto Smithsoniano, en la Academia de Ciencias Naturales de Filadelfia y en el Museo de Anatomía Comparada de la Universidad de Harvard.
Asistió a la reunión anual de la Sociedad Malacológica Americana (AMS) —en esos años AMU, American Malacological Union—, de la que posteriormente fue presidente, visitó el Museo de Zoología de la Universidad de Míchigan y el Museo Field de Historia Natural en Chicago. También realizó colectas de moluscos de la familia Unionidae en el río Meramec en inmediaciones del condado de San Luis, en Misuri.
Finalizada su estadía de estudios, regresó a la Argentina y muy pronto tomó la decisión de emigrar a Estados Unidos. Una vez instalado, consiguió trabajo como curador en el Museo Carnegie de Historia Natural (CMNH) en Pittsburgh, en el que permaneció desde 1952 hasta 1980, aunque continuó activo como curador emérito hasta 2007. Apenas ingresó al CMNH, ideó un plan decenal en el que uno de los objetivos era reorganizar las colecciones, cuestión que no pudo finalizar; otro de los objetivos era mantener una colaboración continua con malacólogos de América del Sur, y en esto sí tuvo éxito, muchos científicos  sudamericanos visitaron el Museo, entre ellos, el uruguayo Miguel Ángel Klappenbach, la brasileña Maria Cristina Dreher Mansur y los argentinos Alberto Carcelles y Argentino Aurelio Bonetto; otro logro que quería alcanzar era ampliar la colección de moluscos principalmente con especies sudamericanas y para esto programó un plan de intercambio con otros museos.
En 1962 el decano de la Universidad de Pittsburgh propuso la designación de Parodiz como miembro adjunto de la Facultad de Posgrado para que se desempeñara como profesor, sin embargo él no aceptó, aduciendo que su trabajo de curador no le dejaría cumplir aquel cargo.

## Membresías
Fue miembro de la Sociedad Malacológica de Londres (Malacological Society of London), de la Sociedad Malacológica Americana (American Malacological Union, luego American Malacological Society) —de la que fue presidente en el período 1964-1965—, de la Asociación Argentina de Ciencias Naturales, de la Paleontological Research Institution —en Ithaca (Nueva York)— y de Unitas Malacológica; y miembro honorario del Pittsburgh Shell Club, de la Sociedad Brasileña de Malacología (Sociedade Brasileira de Malacologia) y de la Sociedad Malacológica del Uruguay. En relación con la Filatelia, fue miembro de la American Philatelic Society y de la American Topical Association. También fue miembro del Club Español de Pittsburgh, organización para personas de habla española.

## Especies y géneros
Describió diez géneros y sesenta y siete taxones, muchos de los cuales fueron reclasificados posteriormente. Se citan los considerados válidos.  Géneros de Mollusca vivientes: Austroborus, Austrodiscus, Burringtonia y Ventania; y fósiles: Palaeobulimulus, Paleoanculosa. Especies: Adelopoma paraguayana, Bostryx catamarcanus, B. reedi, B. rudisculptus, B. strobeli, Bulimulus corderoi, Clessinia nattkemperi, Drymaeus hyltoni, D. lynchi, D. megastomus, Epiphragmophora birabeni, E. villavilensis, Humboldtiana edithae, Naesiotus deletangi, Protoglyptus minutissimus y Triphora medinae entre las vivientes, y Biomphalaria walteri, Bulimulus klappenbachi, Chilina stenostylops, Epiphragmophora feruglioi, Lioplacodes bolivianus, L. feruglioi, Palaeobulimulus eocenicus, Physa wichmanni, Potamolithus windhauseni, Thaumastus patagonicus entre las fósiles.

## Honores
La Sociedad Brasileña de Malacología le entregó un «Diploma de Honor» por su trayectoria en 1998.El Museo Argentino de Ciencias Naturales lo designó «investigador ilustre» en 2001.
Eponimia
Especies nombradas en su honor:
- Diplodon parodizi Bonetto, 1962.
- Strophocheilus parodizi Klappenbach & Olazarri, 1965.
- Epiphragmophora parodizi Fernández  & Rumi, 1984.
- Siphocypraea parodizi Petuch, 1994.
- Trophon parodizi Pastorino, 2005.

Premio
Desde 2012 la Asociación Argentina de Malacología instituyó el «premio Juan José Parodiz» para estudiantes de grado y posgrado asociados a la ASAM, con el objetivo de subsidiar sus trabajos de investigación.

## Publicaciones
No hay un registro completo de las publicaciones de Parodiz, probablemente muchos de sus manuscritos sean inéditos. Sus intereses eran diversos; uno de ellos era la filatelia, tema del que escribió artículos en Biophilately, revista de la American Topical Association (Principles of Zoological Nomenclature, Cowries Checklist), y en el Boletín del Pittsburgh Shell Club acerca de las conchas en los sellos postales. Con respecto a su punto de vista sobre la evolución y las creencias, escribió The Concept of the Species, y en relación a Charles Darwin escribió Darwin in the New World, donde describe sus viajes haciendo una correlación con los hechos que acontecían en América del Sur en ese momento. Escribió artículos para la Enciclopedia Barsa, colección en idioma español de la Enciclopedia Británica, y para Topical Times —diario oficial de la American Topical Association— sobre dos escritores que aparecieron en sellos postales, Edith Wharton y Thornton Wilder. Colaboró en las revistas Neotrópica. Notas Zoológicas Sudamericanas— desde su creación en 1954—, Malacología, Malacological Review, The Nautilus y Journal of Morphology.
Algunos de los títulos publicados:
- Las especies de "Crepidula" de las costas argentinas. Revista Physis, 1939. OCLC 78226131
- Revisión de "Plagiodontes" y "Scalarinella" (Odontostominae). Revista Physis, 1939. OCLC 82239788
- Ventania, nuevo subgénero de Odentostomus. 1940. OCLC 80296859
- Los géneros de los Bulimulinae argentinos. La Plata, Argentina: Coni, 1946. OCLC 55344670
- Bulimulinae fósiles de la Argentina: apuntes paleontológicos y descripción de una especie. La Plata, Argentina, 1946.OCLC 918262191
- Contribuciones al conocimiento de los moluscos terrestres sudamericanos. Montevideo: El Siglo Ilustrado, 1948.[7]
- Sobre “Ostrea” actuales y pleistocénicas de Argentina y su ecología. Buenos Aires, 1948. OCLC 174881784
- Enumeración taxonómica y observaciones sobre los Bulimulidae sudamericanos en las colecciones de United States National Museum, Washington y Museum of Comparative Zoology at Harvard College, Cambridge, Mass. c. 1950. OCLC 18075181
- Catalogue of the land Mollusca of Argentina. The Nautilus, 1957.[8]
- A new Bolivian land snail of the genus “Drymaeus” (Nuevo caracol terrestre boliviano del género “Drymaeus”). Cambridge (Massachusetts), 1958. OCLC 82691143
- Moluscos terrestres, hasta ahora conocidos, de la provincia de Mendoza. Mendoza, 1961. OCLC 253507736
- New and Little-known Species of South and Central American Land Snails (Bulimulidae) (Especies nuevas y poco conocidas de caracoles terrestres de América del Sur y América Central (Bulimulidae)).[9] Proceedings of the United States National Museum. Instituto Smithsoniano. 1962. OCLC 253149507
- Darwin in the New World. Leiden: E. J. Brill, 1981. OCLC 254283973
- El Museo Argentino de Ciencias Naturales “Bernardino Rivadavia” en pantuflas. En coautoría con Enrique Balech. Texto mimeografiado, Buenos Aires, 1992.[2]

## Abreviatura (zoología)
La abreviatura Parodiz  se emplea para indicar a Juan José Parodiz como autoridad en la descripción y taxonomía en zoología.